# プーナナ・レオ
プーナナ・レオ (ハワイ語: Pūnana Leo、「言語の巣」の意味) は、家族経営の非営利の私立保育学校で、ハワイ語が使用言語となっている。

## 概要
初期のころは違法にオープンしたが、最初のプーナナ・レオは1984年にハワイで西端のカウアイ島のケカハ（Kekaha）にオープンした。プーナナ・レオは、19世紀のハワイ語学校とニュージーランドのマオリ語コーハガ・レオ保育学校の実践に基づいており、米国では最初の先住民族の言語イマージョン・プリスクールのプロジェクトだった。プーナナ・レオ学校の卒業生は、その後の人生でいくつかの学問的成功を収めている。
プーナナ・レオ組織は、1983 年にラリー・キムラ、カウアノエ・カマナ（Kauanoe Kamanā）、ウィリアム H.ウィルソン（William H. "Pila" Wilson）を含むハワイ語教育者のグループによって設立された。2022年の時点で、合計11のプナナ・レオ学校があり、ハワイの5つの島（オアフ島、カウアイ島、ハワイ島、マウイ島、モロカイ島）に置かれている。

## カイアプニ・スクール
その後1980年代終りには、プーナナ・レオによるハワイ語教育はさらにカイアプニ・スクール（Kaiapuni school）として、小中高（K-12）にまで発展した。2022年現在、州立カイアプニ校／クラスがオアフ島に9、マウイ島に7、ハワイ島に3、モロカイ島に2、ラナイ島に1、チャーター・スクールがカウアイ島も含めた全島6あり、この内高校（K）までのは全島で11ある。

## 参照項目
- 言語復興 (Language revitalization)
- 言語権
- ハワイ語
- ハワイ大学ヒロ校
- カランドレタ（Calandreta）、イカストラ、ディワーン（Diwan school）などのイマージョン・プログラム学校